# Wikipedia en kotava
La Wikipedia en kotava es la edición de Wikipedia en el idioma kotava.
Según las estadísticas actuales, de los 2456 usuarios, 6 son administradores y 41 wikipedistas contribuyen de forma regular.

## Presentación
Después de tres años de desarrollo dentro de la Incubadora, el proyecto de Wikipedia en Kotava, entonces con aproximadamente 7800 artículos, fue aceptado oficialmente para su creación por la Fundación Wikimedia el 29 de julio de 2020.
A 22 de febrero de 2022, la edición contaba con 20,140 artículos, y esta edición en kotava de Wikipedia era la 119ª edición lingüística de Wikipedia por número de artículos, de las 325 ediciones lingüísticas activas. 

## Estadísticas principales y fechas
- 29 de julio de 2020: fecha oficial de creación de la edición Kotava de Wikipedia.
- 29 de diciembre de 2020: la edición Kotava de Wikipedia es la 145ª edición lingüística de Wikipedia por número de artículos[2] entre las 316 ediciones lingüísticas activas.
- 31 de diciembre de 2021: la edición Kotava de Wikipedia es la 120ª edición lingüística de Wikipedia y cuenta con 18,771 artículos.
- 22 de febrero de 2022: la edición Kotava de Wikipedia es la 119ª edición lingüística de Wikipedia por número de artículos (20,140 artículos[2] entre las 325 ediciones lingüísticas activas.